# Štrbačko jezero
Štrbačko jezero ili Štrbačko jezero (alb. Liqeni i Livadhit ili Shterbaqko; srp. Штрбачко језеро) je planinsko jezero u Šar-planini, na Kosovu. Nalazi se na 2173 metar nadmorske visine iznad. Dugo je 228 m, a široko 120 m.